# Octavi Franch i López
Octavi Franch i López   (Barcelona, 9 de juny de 1970) és un escriptor català.

## Obra publicada
- La tèrbola mirada de la mar (Res Publica, 2000) ISBN 978-84-89810-29-7[1]
- El regust de l'immortal (Pagès Editors, 2001) ISBN 978-84-7935-843-3[2]
- Las cicatrices de la tormenta (Ediciones Dédalo, 2017) ISBN 978-84-94247-10-1[3][4]

## Premis literaris
- Ciutat d'Eivissa (Eivissa, 2000)[5]
- Valerià Pujol (Premià de Dalt, 2019)[6][7]
- Maties Pallarès (Pena-roja, 2019)[8]

## Obres de teatre estrenades
- Flors i capolls (Barcelona, 2007 i Girona, 2014)[9]
- UHF FAN (Madrid, 2022)[10]

## Guions audiovisuals produïts
- Las mentiras del espejo (Mèxic, 2020)[11]
- La suegra (Barcelona, 2020)[12]